# Anna Šarlota Lotrinská
Anna Šarlota Lotrinská (17. května 1714, Lunéville – 7. listopadu 1773, Mons) byla abatyší v Remiremontu a Monsu. Narodila se jako třinácté z patnácti dětí Leopolda Josefa Lotrinského a Alžběty Charlotty Orleánské. Její matka byla neteří Ludvíka XIV. a sestrou Filipa II. Orleánského, regenta Francie během nezletilosti Ludvíka XV.

## Rodina
Anna Šarlota se narodila na zámku Lunéville, protože lotrinské hlavní město Nancy bylo okupované francouzskými vojáky Ludvíka XIV. kvůli válce o španělské dědictví. Jméno Šarlota dostala po matce. V době jejího narození byli z deseti sourozenců nažiju už jen tři bratři a sestra: Leopold Klement, od smrti bratra Ludvíka v roce 1711 dědic vévodství; František Štěpán narozený v roce 1708; Alžběta Tereza narozená v roce 1711; a Karel Alexandr narozený v roce 1712. V roce 1715 její matka porodila dceru, která zemřela krátce po narození a v roce 1716 další dceru, která zemřela v dětství.
V roce 1719 byl Annin rodný zámek Lunéville poškozen velkým požárem.
Anně Šarlotě bylo sedm a půl roku, když odešla ke dvoru rodiny své matky, královskému rodu Bourbonů. Poprvé a naposledy se tam setkala se svou babičkou, vévodkyní vdovou orleánskou, princeznou falckou, a to při příležitosti korunovace Ludvíka XV. v katedrále Notre-Dame v Remeši. Její babička řekla, že je Anna Šarlota "malá kráska" a že jsou ona i její sourozenci vychováni dobře; její matka byla vždy velebena za své mateřské pudy. Bylo neobvyklé, že matka Anny Šarloty trvala na tom, aby vychovávala své děti, a měla s nimi blízký a milující vztah.

## Manželská jednání s francouzským králem
V roce 1723 se otec Anny Šarloty, vévoda Leopold, rozhodl, rozčarován svými vztahy s Francií, poslat svého dědice na dokončení studií do Vídně pod dozorem císaře Karla VI. Leopold tajně doufal, že se jeho syn ožení s císařovou dědičkou Marií Terezií. Mladý princ Leopold Klement ještě téhož roku v šestnácti letech zemřel a na jeho místo lotrinského dědice nastoupil o rok mladší František Štěpán, který na místo bratra odjel do Vídně. František Štěpán se později oženil s Marií Terezií a stal se císařem Svaté říše římské. Ve stejný den jako Leopold Klement zemřela také mladší sestra Anny Šarloty, Marie Luisa.
O dva roky později se vévodský pár urputně snažil provdat Annu Šarlotu za patnáctiletého krále Ludvíka XV. Intriky prvního ministra, vévody z Bourbonu, prince královské krve, hlavy rodiny Condé a velkého rivala rodu Bourbon-Orléans, jednání o sňatku s králem zastavily. Vévoda z Bourbonu, podporován svou milenkou markýzou de Prie, navrhl králi, aby si vzal jeho sestru, Henrietu Luisu Bourbonskou. Navzdory premiérovým plánům byla za nevěstu pro mladého krále vybrána chudá a prostá polská princezna Marie Leszczyńská, druhá dcera Stanislava I. Rodiče Anny Šarloty byli uraženi, že se má stát francouzskou královnou dcera sesazeného polského krále, a ne francouzská princezna.

## Manželská jednání s orleánským vévodou
V roce 1726 ovdověl třiadvacetiletý syn zemřelého regenta a synovec lotrinské vévodkyně; jeho manželka Augusta Bádenská zemřela v Paříži při porodu. Lotrinská vévodkyně se opět pokusila dceru provdat; jednání však selhala, protože Ludvík jakékoli nabídky na manželství odmítal.
V březnu 1729 ztratila Anna Šarlota otce. Bratr František Štěpán, který byl dosud ve Vídni, se vrátil do Lotrinska. V roce 1737 bylo Lotrinsko podle smlouvy mezi Francií a Františkem Štěpánem anektováno Francií výměnou za toskánské vévodství.
Lotrinská vévodkyně vdova pak odešla s Annou Šarlotou do Vídně. Sňatek Františka Štěpána s Marií Terezií umožnil jednání o sňatku lotrinské princezny Alžběty Terezy s dvakrát ovdovělým bratrancem Karlem Emanuelem III. Sardinsko-Piemontským. Svatba se uskutečnila v dubnu roku 1737; sardinská královna Alžběta Tereza zemřela o čtyři roky později při porodu.

## Abatyše z Remiremontu
V době sestřina sňatku se sardinským králem bylo Anně Šarlotě 23 let. Všechny návrhy na její sňatek byly buď ignorovány nebo odmítnuty a tak se Anna Šarlota stala 10. května 1738 abatyší prestižního kláštera Remiremont. Remiremont byl dříve "majetkem" její starší sestry Alžběty Šarloty, která zemřela ještě před Anniným narozením.
Její nový titul způsobil podráždění mezi některými suverénními knížaty, protože toto opatství, složené pouze z dam vysoké šlechty, jehož dočasná doména zahrnovala velké množství měst, odpovídalo pouze autoritě papeže.
Později se Anna Šarlota rozhodla postavit přepychový opatský palác.

### Vídeň
V roce 1744 lotrinská vévodkyně vdova, princezna z Commercy, ve věku 68 let zemřela. Po matčině smrti odešla Anna Šarlota do Vídně. Navštívila císařskou rodinu ve Frankfurtu a byla svědkem Františkovy korunovace císařem 4. října 1745. Abatyše také dostala vlastní komnaty v Schönbrunnu.

### Brusel
V roce 1754 byla Anna Šarlota jmenována světskou abatyší kapituly ušlechtilých dam Svaté Walburgy v Monsu; odešla tedy do Belgie, kde se setkala se svým bratrem Karlem Alexandrem, který byl od roku 1744 nizozemským místodržitelem. Jako světská abatyše mohla klášter spravovat a přitom zůstat ve světském světě. O dva roky později ji její švagrová jmenovala koadjutorem opatství v Thornu a v roce 1757 koadjutorem v Essenu.
V Bruselu měla velký vliv na svého bratra a působila jako "první dáma". Přestože byl Karel Alexandr deset let vdovcem, císařovna, jejíž mladší sestrou byla jeho manželka, mu vyčítala jeho milostnou aféru s madame de Meuse. V roce 1763 Anna Šarlota označila za svého koadjutora a nástupkyni v Remiremontu princeznu Kunhutu Saskou, sestru španělské královny a dauphine Francie. V roce 1765 se v Innsbrucku účastnila svatby svého synovce Leopolda s infantkou Marií Ludovikou Španělskou; toho roku zemřel její bratr František Štěpán. Od dubna do září 1770 Anna Šarlota naposledy navštívila Vídeň.
Na své cestě zkřížila cestu se svou neteří, arcivévodkyní Marií Antonií, která se jela provdat do Francie.
Anna Šarlota zemřela 7. listopadu 1773 v Monsu ve věku 59 let. Pohřbena byla ve vévodské kryptě v Lotrinsku, Église Saint-François-des-Cordelier.

## Vývod z předků
|                        |                                  |  |                          |                                    |  |  |  |  |  |  |  | František II. Lotrinský |
|                        |                                  |  |                          |                                    |  |  |  |  |  |  |  |                         |
|                        | Mikuláš František Lotrinský      |  |                          |                                    |  |  |  |  |  |  |  |                         |
|                        |                                  |  |                          |                                    |  |  |  |  |  |  |  |                         |
|                        |                                  |  |                          | Kristýna ze Salmu                  |  |  |  |  |  |  |  |                         |
|                        |                                  |  |                          |                                    |  |  |  |  |  |  |  |                         |
|                        | Karel V. Lotrinský               |  |                          |                                    |  |  |  |  |  |  |  |                         |
|                        |                                  |  |                          |                                    |  |  |  |  |  |  |  |                         |
|                        |                                  |  |                          | Jindřich II. Lotrinský             |  |  |  |  |  |  |  |                         |
|                        |                                  |  |                          |                                    |  |  |  |  |  |  |  |                         |
|                        | Klaudie Lotrinská                |  |                          |                                    |  |  |  |  |  |  |  |                         |
|                        |                                  |  |                          |                                    |  |  |  |  |  |  |  |                         |
|                        |                                  |  |                          | Markéta Gonzaga                    |  |  |  |  |  |  |  |                         |
|                        |                                  |  |                          |                                    |  |  |  |  |  |  |  |                         |
|                        | Leopold Josef Lotrinský          |  |                          |                                    |  |  |  |  |  |  |  |                         |
|                        |                                  |  |                          |                                    |  |  |  |  |  |  |  |                         |
|                        |                                  |  |                          | Ferdinand II. Štýrský              |  |  |  |  |  |  |  |                         |
|                        |                                  |  |                          |                                    |  |  |  |  |  |  |  |                         |
|                        | Ferdinand III. Habsburský        |  |                          |                                    |  |  |  |  |  |  |  |                         |
|                        |                                  |  |                          |                                    |  |  |  |  |  |  |  |                         |
|                        |                                  |  |                          | Marie Anna Bavorská                |  |  |  |  |  |  |  |                         |
|                        |                                  |  |                          |                                    |  |  |  |  |  |  |  |                         |
|                        | Eleonora Marie Josefa Habsburská |  |                          |                                    |  |  |  |  |  |  |  |                         |
|                        |                                  |  |                          |                                    |  |  |  |  |  |  |  |                         |
|                        |                                  |  |                          | Karel II. Gonzaga                  |  |  |  |  |  |  |  |                         |
|                        |                                  |  |                          |                                    |  |  |  |  |  |  |  |                         |
|                        | Eleonora Magdalena Gonzagová     |  |                          |                                    |  |  |  |  |  |  |  |                         |
|                        |                                  |  |                          |                                    |  |  |  |  |  |  |  |                         |
|                        |                                  |  |                          | Marie Gonzagová                    |  |  |  |  |  |  |  |                         |
|                        |                                  |  |                          |                                    |  |  |  |  |  |  |  |                         |
| Anna Šarlota Lotrinská |                                  |  |                          |                                    |  |  |  |  |  |  |  |                         |
|                        |                                  |  |                          |                                    |  |  |  |  |  |  |  |                         |
|                        |                                  |  | Jindřich IV. Francouzský |                                    |  |  |  |  |  |  |  |                         |
|                        |                                  |  |                          |                                    |  |  |  |  |  |  |  |                         |
|                        | Ludvík XIII.                     |  |                          |                                    |  |  |  |  |  |  |  |                         |
|                        |                                  |  |                          |                                    |  |  |  |  |  |  |  |                         |
|                        |                                  |  |                          | Marie Medicejská                   |  |  |  |  |  |  |  |                         |
|                        |                                  |  |                          |                                    |  |  |  |  |  |  |  |                         |
|                        | Filip I. Orleánský               |  |                          |                                    |  |  |  |  |  |  |  |                         |
|                        |                                  |  |                          |                                    |  |  |  |  |  |  |  |                         |
|                        |                                  |  |                          | Filip III. Španělský               |  |  |  |  |  |  |  |                         |
|                        |                                  |  |                          |                                    |  |  |  |  |  |  |  |                         |
|                        | Anna Rakouská                    |  |                          |                                    |  |  |  |  |  |  |  |                         |
|                        |                                  |  |                          |                                    |  |  |  |  |  |  |  |                         |
|                        |                                  |  |                          | Markéta Habsburská                 |  |  |  |  |  |  |  |                         |
|                        |                                  |  |                          |                                    |  |  |  |  |  |  |  |                         |
|                        | Alžběta Charlotta Orleánská      |  |                          |                                    |  |  |  |  |  |  |  |                         |
|                        |                                  |  |                          |                                    |  |  |  |  |  |  |  |                         |
|                        |                                  |  |                          | Fridrich Falcký                    |  |  |  |  |  |  |  |                         |
|                        |                                  |  |                          |                                    |  |  |  |  |  |  |  |                         |
|                        | Karel I. Ludvík Falcký           |  |                          |                                    |  |  |  |  |  |  |  |                         |
|                        |                                  |  |                          |                                    |  |  |  |  |  |  |  |                         |
|                        |                                  |  |                          | Alžběta Stuartovna                 |  |  |  |  |  |  |  |                         |
|                        |                                  |  |                          |                                    |  |  |  |  |  |  |  |                         |
|                        | Alžběta Šarlota Falcká           |  |                          |                                    |  |  |  |  |  |  |  |                         |
|                        |                                  |  |                          |                                    |  |  |  |  |  |  |  |                         |
|                        |                                  |  |                          | Vilém V. Hesensko-Kasselský        |  |  |  |  |  |  |  |                         |
|                        |                                  |  |                          |                                    |  |  |  |  |  |  |  |                         |
|                        | Šarlota Hesensko-Kasselská       |  |                          |                                    |  |  |  |  |  |  |  |                         |
|                        |                                  |  |                          |                                    |  |  |  |  |  |  |  |                         |
|                        |                                  |  |                          | Amálie Alžběta z Hanau-Münzenbergu |  |  |  |  |  |  |  |                         |
|                        |                                  |  |                          |                                    |  |  |  |  |  |  |  |                         |